# Terry Gilliam
Terence Vance Gilliam (22. studenog 1940.), američko-britanski filmaš i animator, bivši član komičarske grupe Monty Python.  
Terry Gilliam je rođen u gradu Medicine Lake, u američkoj državi Minnesoti.  Školovao se u Kaliforniji gdje je upisao Occidental College na kojemu je studirao fiziku i umjetnost, a zatim političke znanosti.  Radio je i na raznim časopisima.  Nakon preseljenja u Englesku, pridružio se Letećem cirkusu Montyja Pythona, kao jedini član koji porijeklom nije Britanac.  Gilliam je imao dvojno američko i britansko državljanstvo sve do 2006. kada se odrekao američkog.  Često boravi i u Italiji gdje ima kuću, a bio je i jedan od glavnih pokretača filmskog festivala u Umbriji.

## Animacija
Kao član Monty Pythona, bio je zadužen za izradu nadrealističkih animacija koje su većinom korištene za povezivanje skečeva.  U nekoliko skečeva i filmova se pojavio i kao glumac, uglavnom u manjim ulogama.  Njegov osobit stil animacije karakterizira upotreba vlastitih oblika pomiješanih s pozadinama i isječcima antiknih fotografija (većinom iz viktorijanskog doba).  

## Filmovi
Gilliamovi filmovi uglavnom se bave pitanjima identiteta, svijesti, zdravog razuma, stvarnosti i iluzije.  Zapleti su većinom fantastični i velikim dijelom smješteni u maštu glavnih junaka koji se nalaze u konfliktnim i grotesknim situacijama, često s nesretnim završetkom.  Obrađuje i neke društvene teme poput birokracije, režimske represije, devijantnog ponašanja i razlika među staležima.  Atmosfera u filmovima je većinom mračna i nelagodna iako je često prisutan i humor.  Gilliam ima neslavnu reputaciju režisera koji snima vrlo skupe (često neisplative) filmove, redovito popraćene s problemima u produkciji.
- Monty Python i Sveti Gral (Monty Python and the Holy Grail, 1975.) (u suradnji s Terryjem Jonesom)
- Jabberwocky (1977.)
- Vremenski banditi (Time Bandits, 1981.)
- The Crimson Permanent Assurance (1983.) (kratki film ukomponiran u Smisao života Montyja Pythona)
- Brazil (1985.)
- Pustolovine baruna Münchhausena (The Adventures of Baron Munchausen, 1988.)
- Kralj ribara (The Fisher King, 1991.)
- 12 majmuna (Twelve Monkeys, 1995.)
- Strah i prezir u Las Vegasu (Fear and Loathing in Las Vegas, 1998.)
- Braća Grimm (The Brothers Grimm, 2005.)
- Zemlja plime (Tideland, 2005.)
- Imaginarij Dr. Parnassusa (The Imaginarium of Doctor Parnassus, 2009.)

J. K. Rowling, autorica knjiga o Harryju Potteru, obožavateljica je Gilliamovih filmova pa je željela da on režira ekranizaciju knjige Harry Potter i Kamen mudraca, 2000. godine.  U kompaniji Warner Brothers su odbili Gilliama i umjesto njega odabrali Chrisa Columbusa. Gilliam je nedavno izjavio da ga je to vrlo razuljutilo jer je sebe smatrao pravim čovjekom za taj posao; Columbusove ekranizacije smatra užasnima.  Iako se nagađalo da će Gilliam režirati Harry Potter i Princ miješane krvi, on se zakleo da nikada neće raditi film o Harryju Potteru.
2002. godine, povodom Svjetskog nogometnog prvenstva, režirao je seriju reklama za Nike pod naslovom Tajni turnir.  Reklame su prikazivale nogometne utakmice, tri-na-tri, između poznatih igrača u kavezu na tankeru; glazbena pozadina bila je pjesma A little less conversation Elvisa Presleyja.  Bile su vrlo popularne i kritički hvaljene.